# Трубинская
Трубинская — река в России, протекает по Таштагольскому району Кемеровской области. Устье реки находится в 301 км по правому берегу реки Мрассу. Длина реки составляет 12 км.
Притоки: Шадри-Рых, Афанасова.

## Данные водного реестра
По данным государственного водного реестра России относится к Верхнеобскому бассейновому округу, водохозяйственный участок реки — Томь от истока до города Новокузнецк, без реки Кондома, речной подбассейн реки — Томь. Речной бассейн реки — (Верхняя) Обь до впадения Иртыша.
Код водного объекта в государственном водном реестре — 13010300212115200008228.